# Spiești (okręg Neamț)
Spiești – wieś w Rumunii, w okręgu Neamț, w gminie Păstrăveni. W 2011 roku pozostawała niezamieszkana.